# Ace Combat 5: The Unsung War
Ace Combat 5: The Unsung War (яп. エースコンバット5 ジ・アンサング・ウォー э:су комбатто го дзи ансангу во:), известная в Европе как Ace Combat: Squadron Leader — видеоигра серии Ace Combat в жанре аркадного авиасимулятора, выпущенная компанией Namco в 2004 году для PlayStation 2. Игра была разработана Project Aces — внутренней командой Namco, специализирующейся на данной франшизе.
В Ace Combat 5 присутствуют более 50 как реальных, так и вымышленных моделей современных военных самолётов. Игрок берёт на себя роль осейского пилота с позывным «Блейз», который возглавляет эскадрилью из четырёх самолётов во время вооружённого конфликта между Осеей и Юктобанией, а затем пытается донести правду о войне.
Несмотря на то что игровой процесс по большей части остался неизменным после предыдущей части, Ace Combat 04: Shattered Skies, в игре появились такие нововведения, как аркадный режим и возможность взаимодействовать с ведомыми. В отличие от предшественников, в Ace Combat 5 отсутствует многопользовательский режим, так как у разработчиков не было достаточно времени для его реализации.
Ace Combat 5 получила в основном положительные отзывы, хотя критики отмечали, что игра стала не настолько революционной, как Ace Combat 04.

## Игровой процесс
Ace Combat 5: The Unsung War разделена на три режима: режим кампании, аркадный режим и обучение. По игровому процессу режимы одинаковы: перед каждой миссией игрок проходит инструктаж, в который входят текущее положение дел, предпосылки и цели операции, и выбирает один из доступных ему самолётов и вооружение. Для прохождения миссии игроку необходимо выполнить все её цели в течение определённого промежутка времени, причём в некоторых миссиях присутствует обновление целей. Задачами миссий могут служить как уничтожение всех вражеских самолётов, так и защита конкретной цели от вражеского огня. Прохождение некоторых миссий разблокирует такие мини-игры, как взлёт, посадка и дозаправка в воздухе.
В игре представлены 53 летательных аппарата, которыми может управлять игрок, в основном это самолёты американских и европейских авиастроительных компаний. Присутствуют и несколько вымышленных моделей. Бо́льшая часть самолётов недоступна с начала игры, однако игрок может разблокировать и приобрести новые модели по мере прохождения кампании или путём уничтожения определённого количества врагов с помощью одного конкретного самолёта.
В режиме кампании игрок может отдавать приказы управляемым компьютером ведомым. Они могут сконцентрироваться на одной цели или искать и уничтожать цели по всей игровой карте. Перед началом миссии за каждым напарником можно закрепить самолёт, который он будет использовать.

## Сюжет
В сентябре 2010 года Союз Юктобанийских Республик (Юктобания) неожиданно нападает на Осейскую Федерацию (Осею) и начинает успешное наступление. Продвижению юктобанийцев препятствует осейская эскадрилья «Уордог», состоящая из управляемого игроком пилота с позывным «Блейз», Джека Бартлетта («Хартбрейк 1»), Кэй Нагасэ («Эдж») и Элвина Дэвенпорта («Чоппер»). Вскоре после начала войны Бартлетт, защищая самолёт Эдж от вражеской ракеты, оказывается пропавшим без вести, к эскадрилье присоединяется Ханс Гримм («Арчер»), а командиром становится Блейз. Впоследствии «Уордог» участвует в операциях по защите союзных сил и уничтожает стратегически важные объекты Юктобании.
Между тем пропадает президент Осеи Винсент Харлинг. Также эскадрилья № 8492 атакует гражданские объекты юктобанийцев, чем очерняет репутацию «Уордога» и провоцирует военные преступления в ответ. Тем не менее «Уордог» доказывает свою непричастность к нападениям на гражданских и продолжает вносить вклад в победу Осеи. В ходе миссии над городом Новембер-Сити погибает Чоппер. Затем, после другой операции, на «Уордог» нападает эскадрилья № 8492, однако первым удаётся бежать на место их постоянной дислокации — остров Сэнд. Там они докладывают об инциденте и узнают, что заместитель командующего базы Аллен Хэмилтон является предателем. В свою очередь, Хэмилтон объявляет предателями «Уордог» и механика Питера Бигла. Руководство базы пытается арестовать их, но они вместе с журналистом Альбертом Дженеттом сбегают с базы на учебных самолётах, избавляются от преследователей благодаря знаниям Бигла, и осеец Маркус Сноу инсценирует их гибель. В открытом море их подбирают вертолёты осейского авианосца «Пустельга́‌».
Бигл рассказывает, что, будучи белканцем, участвовал в войне 15 лет назад и был сбит вместе с осейцем Бартлеттом, и так они познакомились. Он подозревает, что к пропаже президента Харлинга причастны «Серые люди» — организация белканцев, желающих отомстить за поражение в той войне. Тем временем осейцы перехватывают зашифрованное сообщение белканцев и при помощи Бигла узнают местоположение захваченного Харлинга. «Уордог», к которому присоединился Сноу, отправляется к президенту и помогает спасательной операции. Харлинга доставляют на «Пустельгу», где он реорганизовывает «Уордог» как эскадрилью личного подчинения «Ра́згриз».
Благодаря ещё нескольким зашифрованным посланиям осейцы узнают о других замыслах белканцев, ставящих под угрозу Осею и Юктобанию. Так «Разгриз» помогает обезвредить ядерное оружие на территории юктобанийцев и уничтожает угнанный белканцами космический корабль «Аркбёрд», летевший на атомную бомбардировку юктобанийского города. Выясняется, что зашифрованные сообщения отправлял Бартлетт, который выбрался из плена и присоединился к сопротивлению юктобанийцев. Он просит прикрыть его вместе с освобождённым премьер-министром Юктобании Серёжей Никанором, в этом ему помогает «Разгриз», которая в небе над ними также сбивает все самолёты эскадрильи «Грабакр», состоящей из белканцев и действовавшей как № 8492. Однако все пилоты из «Грабакра» катапультируются и выживают.
После того как президент Харлинг улетел в А́уред, столицу Осеи, на «Пустельгу» прибывают Бартлетт, Никанор и майор Обертас, добывшая диск с планами «Серых людей». Затем в океане на осейские корабли нападает юктобанийский флот. Никанор призывает своих военных перейти на сторону «Пустельги» и убеждает некоторых, из-за чего юктобанийский командир флота приказывает открыть огонь по перебежчикам и осейцам. «Разгризу» удаётся защитить «Пустельгу» и новых союзников, а также разгромить желающих продолжить войну. Командир авианосца Николас Андерсен просит Никанора отправиться к Харлингу для совместного призыва к миру.
Из планов «Серых людей» выясняется, что они захватили Стратегическую орбитальную линейную пушку (СОЛП) и снабдили её баллистической ракетой V2, способной уничтожить половину городов Осеи или Юктобании. Чтобы помешать белканцам воспользоваться СОЛП, было решено уничтожить её подземную систему управления рядом с Судентором (Южная Белка). В «Пустельгу» попадают ракеты подводной лодки, авианосец тонет, но «Разгриз» вовремя взлетает и направляется в Судентор вместе с объединёнными силами Осеи и Юктобании. Одновременно Харлинг и Никанор делают совместное заявление и призывают остановить боевые действия между их армиями. «Разгриз» уничтожает систему управления СОЛП в туннеле, где также погибает Хэмилтон.
Затем становится известно, что СОЛП в случае сбоя в управлении автоматически упадёт на Ауред, разрушив весь город. «Разгриз» отправляют уничтожить её. Эскадрильи «Грабакр» и «Офнир», сопровождающие СОЛП, вступают в бой с «Разгризом» и терпят поражение. «Разгриз» выводит пушку из строя, после чего она взрывается в воздухе, а оставшиеся фрагменты падают в море.

## Разработка
Впервые Namco объявила о разработке Ace Combat 5: The Unsung War в 2002 году во время фестиваля в Токио, посвящённого компьютерной графике. В 2003 году компания запустила официальный веб-сайт с рекламой Project Aces, что изначально считалось рабочим названием Ace Combat 5. Позже выяснилось, что Project Aces является названием внутренней команды разработчиков Namco, ответственной за серию Ace Combat. Ace Combat 5 стала первой частью франшизы, разработку которой приписали непосредственно Project Aces.
Project Aces получила разрешение от авиастроительных компаний лично изучить самолёты, которые появились в игре, для их точного изображения. Ответственные за графику при моделировании игровой окружающей среды использовали спутниковые изображения Японской корпорации космической съёмки. Кроме того, для Ace Combat 5 создали полностью анимированные внутриигровые видео, в то время как в Ace Combat 04 применялись слайд-шоу.
Хироси Танака, продюсер по локализации Ace Combat 5, отмечает взаимодействие с ведомыми как одну из ключевых особенностей игры по сравнению с её предшественниками. По его мнению, данная функция привносит «стратегический и забавный аспект сражения». Танака добавил, что, поскольку ведомые играют значимую роль в сюжете, игрок оказывается более вовлечённым в истории персонажей и драму, чем в Ace Combat 04.
Фоновая музыка в игровой кампании преимущественно оркестровая, между тем в аркадном режиме представлена рок-музыка, дополняющая более динамичный темп миссий. В игре присутствуют три вокальные композиции. Одна из них — «The Unsung War» с текстом на латыни в исполнении Варшавского филармонического оркестра, которая отсылает к легенде о демоне Ра́згризе, упоминаемой в кампании. Вторая — «The Journey Home», которая звучит неоднократно и служит мирной темой во время кампании. Третья — песня «Blurry» американской рок-группы Puddle of Mudd, использующаяся во вступительном ролике, одной кат-сцене и заключительных титрах.

## Восприятие
| Сводный рейтинг       | Сводный рейтинг |
| Агрегатор             | Оценка          |
| --------------------- | --------------- |
| GameRankings          | 84,81 %         |
| Metacritic            | 84/100          |
| Иноязычные издания    |                 |
| Издание               | Оценка          |
| 1UP.com               | B+              |
| CVG                   | 6/10            |
| Eurogamer             | 6/10            |
| Famitsu               | 34/40           |
| Game Informer         | 9/10            |
| GamePro               | 4/5             |
| GameSpot              | 8,3/10          |
| GameSpy               | [ 20 ]          |
| IGN                   | 9,3/10          |
| Русскоязычные издания |                 |
| Издание               | Оценка          |
| «Страна игр»          | [ 21 ]          |

Ace Combat 5: The Unsung War сопутствовал заметный коммерческий успех: в Японии продажи составили более 287 000 копий, в Северной Америке они превысили 1 миллион копий, тем не менее игра уступила Ace Combat 04 примерно на 800 000 экземпляров.
Ace Combat 5 получила преимущественно положительные отзывы критиков. На сайте-агрегаторе Metacritic её оценка составляет 84 балла из 100. Несмотря на то что рецензенты отмечают, что игра на удивление похожа на Ace Combat 04, большинство согласны с тем, что сходство с предшественником в целом не умаляет её качество. По мнению сайта GameSpot, «эта последняя часть мало что делает для того, чтобы изменить и без того выигрышную формулу, но не так много требовалось, чтобы серия оставалась свежей и захватывающей».
В целом критики благосклонно восприняли игровой процесс, в частности интуитивно понятное управление и большой выбор самолётов. Геймплей также хвалили за золотую середину между «откровенно аркадной бессмыслицей и чрезвычайно недосягаемой симуляцией».
Между тем новые функции в игре вызвали неоднозначную реакцию. Переработанную функцию наблюдения за целью обозреватели назвали «почти сломанной». Хотя GameSpy приветствовал улучшения игрового радара, другие нововведения, например приказы для ведомых, были сочтены мало влияющими на игровой процесс. В то же время журнал Game Informer выразил мнение, что возможность игрока отвечать ведомым стала «блестящим способом создать атмосферу».
Обозреватели высоко оценили связность между сюжетом и миссиями, которая делает игровой процесс более привлекательным. GameSpot похвалил игру за «пленяющую сюжетную линию». IGN приветствовал то, как игра признаёт достижения игрока, добавляя кампании «чувство значимости». GameSpy отметил качество внутриигровых видео и инструктажей, однако раскритиковал интерфейс меню за недостаточную эргономичность.
Признания удостоилась и графика игры, в частности улучшенные природные эффекты и достоверно смоделированные самолёты, но критики указывали, что высокий уровень улучшения графики в одних местах контрастирует с небольшими изменениями в других. Касательно радиопереговоров мнения рецензентов разделились: одни посчитали, что радиопереговоры задают атмосферу игры и создают «беспокойное ощущение», другие сочли, что большая часть разговоров неуместна или раздражает. GameSpy сравнил переговоры по рации в Ace Combat 04 и Ace Combat 5 не в пользу последней части, добавив, что в ней диалоги кажутся вынужденными и что иногда «персонажи начинают болтать просто потому, что могут».